# Ormyrus distinctus
Ormyrus distinctus är en stekelart som beskrevs av David Timmins Fullaway 1912. 
Ormyrus distinctus ingår i släktet Ormyrus och familjen kägelglanssteklar. Inga underarter finns listade i Catalogue of Life.